# Богуши (Гомельская область)
Богуши (бел. Багушы) — упразднённая деревня в Бурковском сельсовете Брагинского района Гомельской области Беларуси.

## География

### Расположение
В 16 км на юго-запад от Брагина, 25 км от железнодорожной станции Хойники (на ветке Василевичи — Хойники от линии Калинковичи — Гомель), 135 км от Гомеля.
На территории Полесского радиационно-экологического заповедника. После катастрофы на Чернобыльской АЭС и радиационного загрязнения жители (195 семей) переселены в 1986 году в чистые места.

## Транспортная система
Транспортные связи по просёлочной, затем автомобильной дороге Брагин — Комарин.
Планировка состоит из 2 криволинейных улиц, ориентированных с юго-запада на северо-восток, к которым с запада присоединяются 2 короткие прямолинейные улицы. Застройка деревянными домами усадебного типа.

## История
Согласно письменным источникам известна с начала XIX века как деревня в Речицком уезде Минской губернии. В 1850 году собственность казны. В 1879 году входила в Остроглядовский церковный приход. Согласно переписи 1897 года часовня, школа грамоты, хлебозапасный магазин, в Микулицкой волости.
С 8 декабря 1926 года по 30 декабря 1927 года центр Богушского сельсовета Брагинского района Речицкого округа. В 1931 году организован колхоз имени Будённого, работали кузница и ветряная мельница. Согласно переписи 1959 года входила в состав совхоза «Острогляды» (центр — деревня Острогляды).
Поблизости есть месторождения железняков.
20 августа 2008 года деревня Богуши упразднена.

## Население

### Численность
- 2009 год — жителей нет

### Динамика
- 1834 год — 31 двор
- 1850 год — 35 дворов, 276 жителей
- 1897 год — 106 дворов, 755 жителей (согласно переписи)
- 1908 год — 128 дворов
- 1930 год — 130 дворов, 767 жителей
- 1959 год — 599 жителей (согласно переписи)
- 1986 год — жители (195 семей) переселены